# Usain Bolt
Usain Bolt (n. 21 august 1986, Sherwood Content, Comitatul Cornwall, Jamaica, Jamaica) este un fost atlet jamaican, sprinter, recordman mondial la proba de 100 m, cu timpul 9,58 secunde, iar la proba de 200 m, cu 19,19 secunde și împreună cu coechipierii săi, la proba de ștafetă 4 × 100 m, cu 37,1 secunde. Bolt a depășit astfel anumite bariere ce nu se credeau a putea fi depășite curând de condiția umană.

## Biografie
În anul 2008 el a devenit primul atlet după Carl Lewis care a câștigat toate aceste trei probe la o singură ediție a Jocurilor Olimpice și primul om din istorie care a stabilit recorduri mondiale la toate trei la aceeași Olimpiadă. De-a lungul carierei sale a cucerit opt titluri olimpice. La Mondialele de Atletism Bolt are în palmares 11 titluri.
A fost desemnat atletul anului în anii 2008, 2009, 2011, 2012, 2013 și 2016.
Este primul sprinter din lume care este în același timp campion olimpic și campion mondial pe distanțele de 100 și 200 de metri (performanțe realizate la diferență de un an la Olimpiada de la Beijing - 2008 și la Campionatul Mondial de la Berlin - 2009). Acesta are o înălțime de 1,96 m și cântărește 96 kg.
Bolt a scris o autobiografie, intitulată Usain Bolt. Povestea mea (engleză Usain Bolt: My Story: 9.58), care a fost publicată în 2010 la editura HarperCollins. Ediția în limba română a fost publicată în 2012 de către editura Preda Publishing.

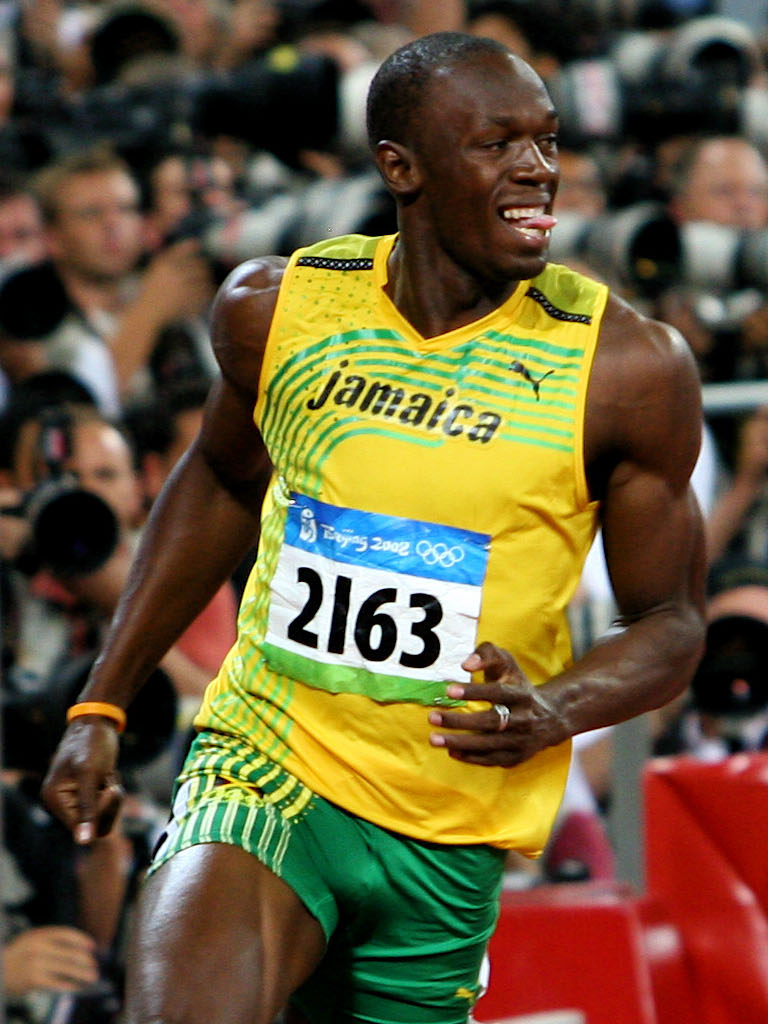
La CM din 2008
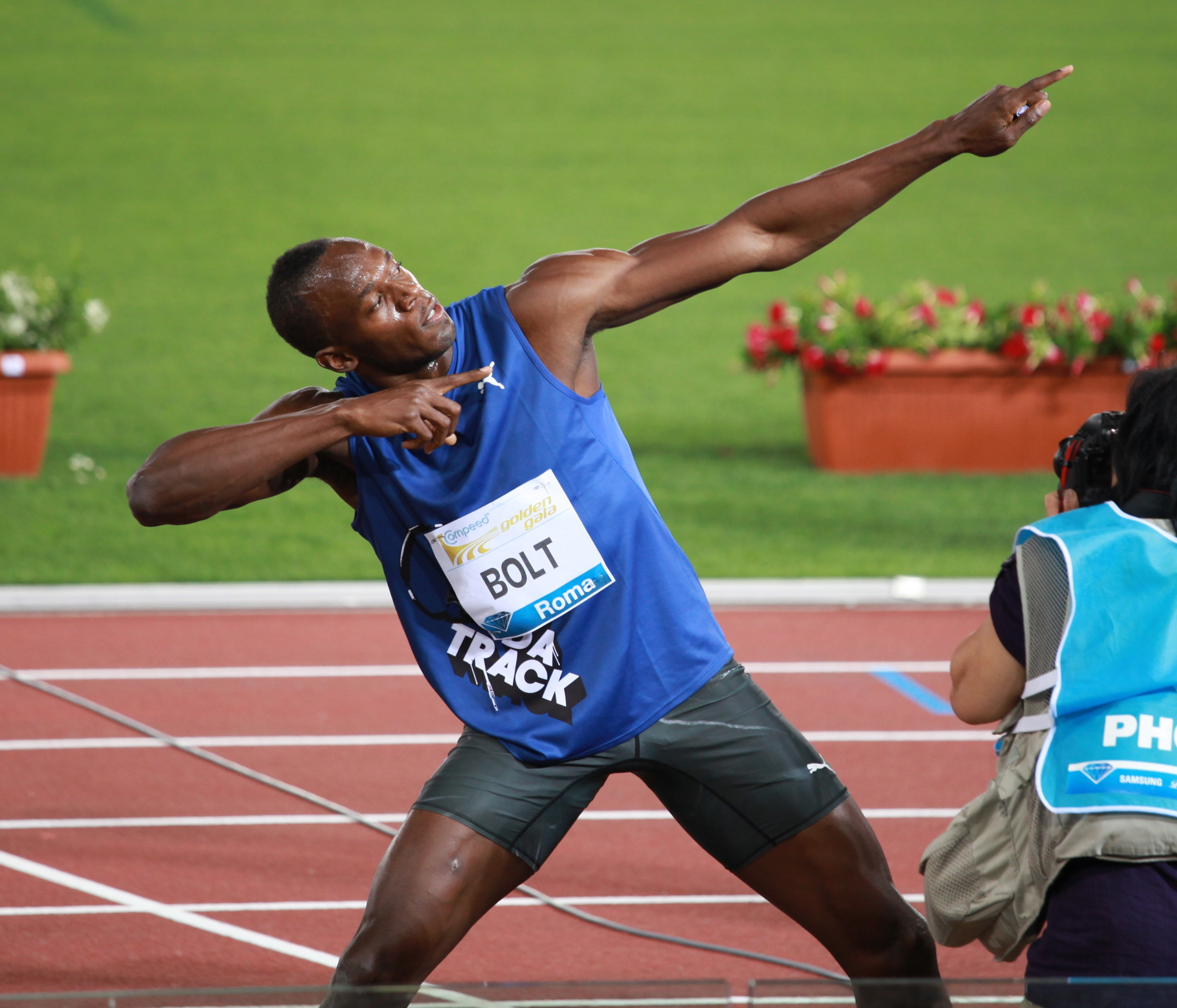
În 2011, făcând poza „fulger”
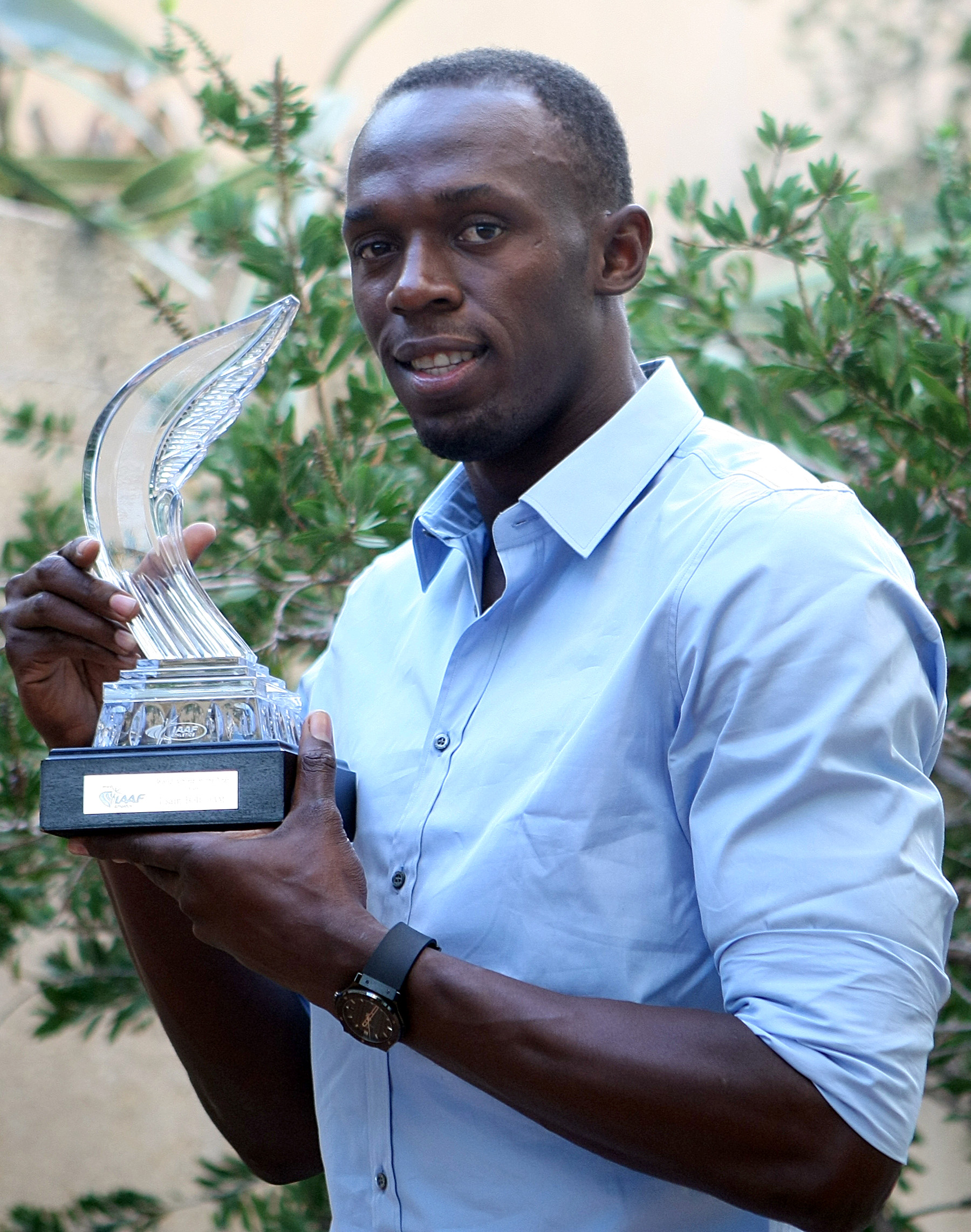
Cu trofeul „Atletul Anului”

## Realizări
| An   | Competiție                              | Locație                  | Loc | Eveniment     | Note    |
| ---- | --------------------------------------- | ------------------------ | --- | ------------- | ------- |
| 2001 | Campionatul Mondial de Juniori (sub 18) | Debrețin, Ungaria        | 17  | 200 m         | 21,73   |
| 2001 | Campionatul Mondial de Juniori (sub 18) | Debrețin, Ungaria        | 4   | ștafetă mixtă | 1:52,36 |
| 2002 | Campionatul Mondial de Juniori (sub 20) | Kingston, Jamaica        | 1   | 200 m         | 20,61   |
| 2002 | Campionatul Mondial de Juniori (sub 20) | Kingston, Jamaica        | 2   | 4×100 m       | 39,15   |
| 2002 | Campionatul Mondial de Juniori (sub 20) | Kingston, Jamaica        | 2   | 4×400 m       | 3:04,06 |
| 2003 | Campionatul Mondial de Juniori (sub 18) | Sherbrooke, Canada       | 1   | 200 m         | 20,40   |
| 2003 | Campionatul Mondial de Juniori (sub 18) | Sherbrooke, Canada       | 24  | 400 m         | –       |
| 2003 | Campionatul Mondial de Juniori (sub 18) | Sherbrooke, Canada       | –   | ștafetă mixtă | DS      |
| 2004 | Jocurile Olimpice                       | Atena, Grecia            | 40  | 200 m         | 21,05   |
| 2005 | Campionatul Mondial                     | Helsinki, Finlanda       | 8   | 200 m         | 26,27   |
| 2007 | Campionatul Mondial                     | Osaka, Japonia           | 2   | 200 m         | 19,91   |
| 2007 | Campionatul Mondial                     | Osaka, Japonia           | 2   | 4×100 m       | 37,89   |
| 2008 | Jocurile Olimpice                       | Beijing, China           | 1   | 100 m         | 9.69    |
| 2008 | Jocurile Olimpice                       | Beijing, China           | 1   | 200 m         | 19,30   |
| 2008 | Jocurile Olimpice                       | Beijing, China           | –   | 4×100 m       | DS      |
| 2009 | Campionatul Mondial                     | Berlin, Germania         | 1   | 100 m         | 9,58    |
| 2009 | Campionatul Mondial                     | Berlin, Germania         | 1   | 200 m         | 19,19   |
| 2009 | Campionatul Mondial                     | Berlin, Germania         | 1   | 4×100 m       | 37,31   |
| 2011 | Campionatul Mondial                     | Daegu, Coreea de Sud     | 8   | 100 m         | DS      |
| 2011 | Campionatul Mondial                     | Daegu, Coreea de Sud     | 1   | 200 m         | 19,40   |
| 2011 | Campionatul Mondial                     | Daegu, Coreea de Sud     | 1   | 4×100 m       | 37,04   |
| 2012 | Jocurile Olimpice                       | Londra, Marea Britanie   | 1   | 100 m         | 9,63    |
| 2012 | Jocurile Olimpice                       | Londra, Marea Britanie   | 1   | 200 m         | 19,32   |
| 2012 | Jocurile Olimpice                       | Londra, Marea Britanie   | 1   | 4×100 m       | 36,84   |
| 2013 | Campionatul Mondial                     | Moscova, Rusia           | 1   | 100 m         | 9,77    |
| 2013 | Campionatul Mondial                     | Moscova, Rusia           | 1   | 200 m         | 19,66   |
| 2013 | Campionatul Mondial                     | Moscova, Rusia           | 1   | 4×100 m       | 37,36   |
| 2015 | Ștafetele Mondiale                      | Nassau, Bahamas          | 2   | 4×100 m       | 37,68   |
| 2015 | Campionatul Mondial                     | Beijing, China           | 1   | 100 m         | 9,79    |
| 2015 | Campionatul Mondial                     | Beijing, China           | 1   | 200 m         | 19,55   |
| 2015 | Campionatul Mondial                     | Beijing, China           | 1   | 4×100 m       | 37,36   |
| 2016 | Jocurile Olimpice                       | Rio de Janeiro, Brazilia | 1   | 100 m         | 9.81    |
| 2016 | Jocurile Olimpice                       | Rio de Janeiro, Brazilia | 1   | 200 m         | 19,78   |
| 2016 | Jocurile Olimpice                       | Rio de Janeiro, Brazilia | 1   | 4×100 m       | 37,27   |
| 2017 | Campionatul Mondial                     | Londra, Marea Britanie   | 3   | 100 m         | 9,95    |
| 2017 | Campionatul Mondial                     | Londra, Marea Britanie   | 8   | 4×100 m       | NT      |

## Recorduri personale
| Probă   | Performanță | Dată           | Locație |
| ------- | ----------- | -------------- | ------- |
| 100 m   | 9,58 RM     | 16 august 2009 | Berlin  |
| 200 m   | 19,19 RM    | 20 august 2009 | Berlin  |
| 4x100 m | 36,84 RM    | 11 august 2012 | Londra  |

## Legături externe
Materiale media legate de Usain Bolt la Wikimedia Commons
- en  Site web oficial
- en Usain Bolt la World Athletics
- en Usain Bolt la Olympedia.org
- en  Usain Bolt la athleticspodium.com